# Highmark Place
Highmark Place – wieżowiec w Pittsburghu, w stanie Pensylwania, w Stanach Zjednoczonych, o wysokości 188 m. Budynek został otwarty w 1988 i liczy 31 kondygnacji.